# جام پوشکاش
جام پوشکاش (مجاری: Puskás-Suzuki Kupa) یک تورنمنت بین‌المللی فوتبال است که توسط آکادمی فوتبال فرانس پوشکاش در فلکسیت، مجارستان و شرکت سوزوکی مجاری در سال ۲۰۰۸ تأسیس شد. هدف بنیان‌گذاران، تأسیس یک تورنمنت باشگاهی برای فراهم کردن فرصتی برای فوتبالیست‌های جوان با استعداد برای سنجش خود در سطح بین‌المللی در سطح سنی زیر ۱۷ سال و ایجاد یک یادبود مناسب برای فرانس پوشکاش بود.

## تاریخچه

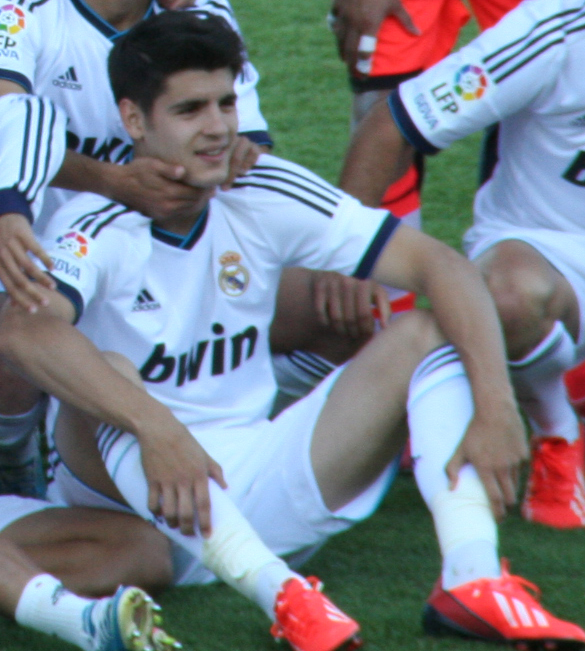
موراتا بازیکن رئال مادرید در جام پوشکاش ۲۰۰۹ بازی کرد.

در سال ۲۰۰۸ چهار تیم برای اولین بار در جام پوشکاش رقابت کردند که در نهایت لا فابریکا، تیم جوانان باشگاه سابق فرانس پوشکاش، رئال مادرید، قهرمان این دوره شد.
در سال ۲۰۰۹ شش تیم شرکت کردند و بازی فینال در سه کشور مختلف (جمهوری چک، اسلواکی و رومانی) پخش شد و تلویزیون رسمی رئال مادرید خلاصه‌ای از مسابقات را پخش کرد.
در سال ۲۰۱۰ آ.ث. میلان اولین باشگاه ایتالیایی بود که برای شرکت در جام پوشکاش دعوت شد. بهترین دروازه‌بان این تورنمنت جورجیوس کولیاس (پاناتینایکوس)، بهترین بازیکن اسپیدرون فورلانوس (پاناتینایکوس) و بهترین گلزن والر کاپاسینا (بوداپست هونود) بود.
قهرمان جام پوشکاش ۲۰۱۲ بوداپست هونود بود که با شکست میزبان یعنی پوشکاش در فینال با نتیجه ۷-۰ به قهرمانی رسید. از بین هفت گل هونود، ۴ گل را گرگی بوبال به ثمر رساند.
جام پوشکاش در سال ۲۰۱۴ با قهرمانی رئال مادرید همراه بود که با شکست ۱-۰ پوشکاش در فینال در پانچو آرنا قهرمان شد. این دیدار همزمان با مراسم افتتاحیه استادیوم جدید فوتبال در فلکسیت بود. گیورگی سولوژی، مدیر ارتباطات آکادمی فوتبال فرانس پوشکاش، اعلام کرد که در فینال جام پوشکاش ۲۰۱۴، ۴۵۰۰ تماشاگر حضور خواهند داشت. در میان مهمانان دعوت‌شده، همسر فرانس پوشکاش، اسطوره سابق فوتبال کرواسی، داور شوکر، سرمربی سابق تیم ملی آلمان و مجارستان، لوتار ماتئوس، مربی سابق ویدتون و ملی پوش پرتغال سابق پرتغال، پائولو سوزا، و ینو بوزانسکی و دیولا گروشیچ اعضای سابق تیم طلایی، حضور داشتند. سخنرانی افتتاحیه توسط رئیس کمیته المپیک مجارستان و پال اشمیت نماینده سابق پارلمان مجارستان و رئیس فدراسیون فوتبال اسپانیا، آنخل ماریا ویار انجام شد.
در جام پوشکاش ۲۰۱۵ بوداپست هونود با شکست قهرمان سه دوره مسابقات، لا فابریکا در فینال در ۶ آوریل ۲۰۱۵ در پانچو آرنا در فلکسیت به دست آمد. آکادمی هاجی با غلبه بر آکادمی فاینورد سوم شد. پوشکاش میزبان با برتری ۲-۱ مقابل پاناتینایکوس پنجم شد.
قهرمان جام پوشکاش ۲۰۱۶ بوداپست هونود با شکست دادن تیم میزبان یعنی پوشکاش در فینال در ضربات پنالتی، قهرمان جام پوشکاش شد. لا فابریکا با غلبه بر تیم تازه وارد خنک در پلی‌آف مقام سوم به مدال برنز دست یافت.

## نتایج
| ۲۰۰۸ | لا فابریکا    | ۵–۱          | پوشکاش        | پاناتینایکوس  | ۱–۰          | بوداپست هونود     | ۴ |
| ۲۰۰۹ | فرنتس‌واروش    | ۲–۱          | بوداپست هونود | لا فابریکا    | ۳–۲          | اسلوان براتیسلاوا | ۶ |
| ۲۰۱۰ | بوداپست هونود | ۲–۰          | پاناتینایکوس  | لا فابریکا    | ۲–۰          | فرنتس‌واروش        | ۶ |
| ۲۰۱۱ | بوداپست هونود | ۱–۱ (پ. ۵–۴) | لا فابریکا    | پاناتینایکوس  | ۳–۲          | پوشکاش            | ۶ |
| ۲۰۱۲ | بوداپست هونود | ۷–۰          | پوشکاش        | آستریا وین    | ۰–۰ (پ. ۴–۳) | پاناتینایکوس      | ۶ |
| ۲۰۱۳ | لا فابریکا    | ۲–۰          | پاناتینایکوس  | بوداپست هونود | ۴–۲          | پوشکاش            | ۶ |
| ۲۰۱۴ | لا فابریکا    | ۱–۰          | پوشکاش        | دینامو زاگرب  | ۳–۰          | بوداپست هونود     | ۶ |
| ۲۰۱۵ | بوداپست هونود | ۲–۲ (پ. ۳–۱) | لا فابریکا    | آکادمی هاجی   | ۱–۰          | آکادمی فاینورد    | ۶ |
| ۲۰۱۶ | بوداپست هونود | ۱–۱ (پ. ۵-۴) | پوشکاش        | لا فابریکا    | ۳–۰          | خنک               | ۶ |
| ۲۰۱۷ | لا فابریکا    | ۴–۰          | پاناتینایکوس  | پوشکاش        | ۱–۱ (پ. ۷-۶) | بوداپست هونود     | ۶ |

## آمار

### تیم‌هایی که به جمع چهار تیم برتر رسیدند
| تیم               | قهرمانی‌ها                        | نایب‌قهرمانی‌ها              | مقام سوم             | مقام چهارم           | چهار تیم برتر |
| ----------------- | -------------------------------- | -------------------------- | -------------------- | -------------------- | ------------- |
| بوداپست هونود     | ۵ (۲۰۱۰، ۲۰۱۱، ۲۰۱۲، ۲۰۱۵، ۲۰۱۶) | ۱ (۲۰۰۹)                   | ۱ (۲۰۱۳)             | ۳ (۲۰۰۸، ۲۰۱۴، ۲۰۱۷) | ۱۰            |
| لا فابریکا        | ۴ (۲۰۰۸، ۲۰۱۳، ۲۰۱۴، ۲۰۱۷)       | ۲ (۲۰۱۱، ۲۰۱۵)             | ۳ (۲۰۰۹، ۲۰۱۰، ۲۰۱۶) | ۰                    | ۹             |
| فرنتس‌واروش        | ۱ (۲۰۰۹)                         | ۰                          | ۰                    | ۱ (۲۰۱۰)             | ۲             |
| پوشکاش            | ۰                                | ۴ (۲۰۰۸، ۲۰۱۲، ۲۰۱۴، ۲۰۱۶) | ۱ (۲۰۱۷)             | ۲ (۲۰۱۱، ۲۰۱۳)       | ۷             |
| پاناتینایکوس      | ۰                                | ۳ (۲۰۱۰، ۲۰۱۳، ۲۰۱۷)       | ۲ (۲۰۰۸، ۲۰۱۱)       | ۱ (۲۰۱۲)             | ۶             |
| آستریا وین        | ۰                                | ۰                          | ۱ (۲۰۱۲)             | ۰                    | ۱             |
| دینامو زاگرب      | ۰                                | ۰                          | ۱ (۲۰۱۴)             | ۰                    | ۱             |
| آکادمی هاجی       | ۰                                | ۰                          | ۱ (۲۰۱۵)             | ۰                    | ۱             |
| اسلوان براتیسلاوا | ۰                                | ۰                          | ۰                    | ۱ (۲۰۰۹)             | ۱             |
| آکادمی فاینورد    | ۰                                | ۰                          | ۰                    | ۱ (۲۰۱۵)             | ۱             |
| خنک               | ۰                                | ۰                          | ۰                    | ۱ (۲۰۱۶)             | ۱             |

### شرکت
| باشگاه            | شرکت | سال                                                        |
| ----------------- | ---- | ---------------------------------------------------------- |
| پوشکاش            | ۱۰   | ۲۰۰۸، ۲۰۰۹، ۲۰۱۰، ۲۰۱۱، ۲۰۱۲، ۲۰۱۳، ۲۰۱۴، ۲۰۱۵، ۲۰۱۶، ۲۰۱۷ |
| بوداپست هونود     | ۱۰   | ۲۰۰۸، ۲۰۰۹، ۲۰۱۰، ۲۰۱۱، ۲۰۱۲، ۲۰۱۳، ۲۰۱۴، ۲۰۱۵، ۲۰۱۶، ۲۰۱۷ |
| لا فابریکا        | ۱۰   | ۲۰۰۸، ۲۰۰۹، ۲۰۱۰، ۲۰۱۱، ۲۰۱۲، ۲۰۱۳، ۲۰۱۴، ۲۰۱۵، ۲۰۱۶، ۲۰۱۷ |
| پاناتینایکوس      | ۱۰   | ۲۰۰۸، ۲۰۰۹، ۲۰۱۰، ۲۰۱۱، ۲۰۱۲، ۲۰۱۳، ۲۰۱۴، ۲۰۱۵، ۲۰۱۶، ۲۰۱۷ |
| آکادمی هاجی       | ۵    | ۲۰۱۱، ۲۰۱۲، ۲۰۱۳، ۲۰۱۵، ۲۰۱۶                               |
| فرنتس‌واروش        | ۳    | ۲۰۰۹، ۲۰۱۰، ۲۰۱۱                                           |
| اسلوان براتیسلاوا | ۱    | ۲۰۰۹                                                       |
| آ.ث. میلان        | ۱    | ۲۰۱۰                                                       |
| آستریا وین        | ۱    | ۲۰۱۲                                                       |
| نورث‌کوت سیتی      | ۱    | ۲۰۱۳                                                       |
| دینامو زاگرب      | ۱    | ۲۰۱۴                                                       |
| هایدلبرگ یونایتد  | ۱    | ۲۰۱۴                                                       |
| آکادمی فاینورد    | ۱    | ۲۰۱۵                                                       |
| خنک               | ۱    | ۲۰۱۶                                                       |
| بایرن مونیخ       | ۱    | ۲۰۱۷                                                       |
| اسپورتینگ         | ۱    | ۲۰۱۷                                                       |